# Bubalus quarlesi
L'anoa di montagna (Bubalus quarlesi  Ouwens, 1910) è un bovide endemico delle montagne di Sulawesi.

## Descrizione

### Dimensioni
Bovide di medie dimensioni con la lunghezza della testa e del corpo tra 122 e 153 cm, l'altezza al garrese fino a 75 cm, la lunghezza della coda fino a 27 cm e un peso fino a 150 kg.

### Aspetto
Il corpo è rotondeggiante con le zampe corte ed esili. La pelliccia è densa e lanosa, tuttavia in individui maturi può diradarsi, ma mai raggiungere le condizioni come nell'anoa di pianura. Il colore varia dal marrone scuro al nero, i maschi sono generalmente più scuri. Le zampe sono nere-brunastre per tutta la loro lunghezza. Piccole macchie sono frequentemente presenti sopra e davanti agli zoccoli, ma sono spesso difficili da osservare. La regione inguinale è più chiara del resto del corpo. La coda è relativamente corta, circa il 14,6-17,8% della lunghezza totale. Le orecchie sono piccole e strette. Entrambi i sessi hanno un paio di corna diritte, lisce e coniche, con la sezione rotonda, lunghe tra 14,6 e 19,9 cm.

## Biologia

### Comportamento
Si sposta singolarmente o in coppie, più raramente in gruppi fino a 5 individui. La maggior parte delle volte si incontrano madri con i propri figli, oppure un maschio e una femmina adulti. È attivo principalmente al mattino, per poi trovare rifugio sotto grossi alberi durante il pomeriggio. Si fa il bagno in pozze d'acqua e di fango.

### Alimentazione
Si nutre di erba ed altri vegetali, incluse piante legnose, felci, piante a foglia larga, carici, monocotiledoni e muschio.
Può bere acqua marina per soddisfare i bisogni di minerali in assenza di sorgenti d'acqua o affioramenti di sali minerali.

### Riproduzione
Sono stati riportati parti a distanza di 13 mesi uno dall'altro. I vitelli sono alla nascita più chiari, color bruno dorato, per poi divenire più rossastri. Raggiungono la maturità sessuale tra 2 e 3 anni. L'aspettativa di vita è di 20-25 anni.

## Distribuzione e habitat
Questa specie è conosciuta soltanto sull'isola di Sulawesi e sulla vicina isola di Buton.
Vive nelle dense foreste pluviali primarie tra 1.000 e 2.300 metri di altitudine, sebbene sia stata osservata anche in prossimità del livello medio del mare. Si trova in prossimità di abbondanti risorse d'acqua e bassa attività umana.

## Tassonomia
Ancora non è chiaro se questa forma è una specie distinta dall'anoa di pianura, poiché sono presenti forme intermedie e probabili ibridizzazioni, con una enorme variabilità nell'anatomia e nella genetica tra gli individui finora osservati. 

## Conservazione
La IUCN Red List, considerato che la popolazione è probabilmente rappresentata da meno di 2.500 esemplari adulti, che il declino sia superiore al 20% nelle ultime due generazioni e che le sotto-popolazioni siano formate da gruppi di meno di 250 individui maturi, classifica B.quarlesi come specie in pericolo (EN).

La CITES ha inserito questa specie nell'appendice I.